# Koripallon miesten SM-sarjakausi 1945
La Koripallon miesten SM-sarjakausi 1945 è stata la 5ª edizione del massimo campionato finlandese di pallacanestro maschile. La vittoria finale è stata ad appannaggio dell'Helsingin Kiri-Veikot.

## Risultati

### Stagione regolare
|    | Squadra               | G | V | N | P | PF  | PS  | Pt. |
| -- | --------------------- | - | - | - | - | --- | --- | --- |
| 1. | Helsingin Kiri-Veikot | 7 | 6 | 0 | 1 | 145 | 86  | 10  |
| 2. | Karhun Pojat          | 7 | 5 | 0 | 2 | 91  | 70  | 10  |
| 3. | Eiran Kisa-Veikot     | 7 | 4 | 1 | 2 | 136 | 100 | 9   |
| 4. | Työväen Maila-Pojat   | 7 | 4 | 1 | 2 | 122 | 106 | 9   |
| 5. | Helsingin NMKY        | 7 | 3 | 0 | 4 | 111 | 101 | 6   |
| 6. | Turun Toverit         | 7 | 2 | 0 | 5 | 76  | 121 | 4   |
| 7. | Helsingin Ilves       | 7 | 2 | 0 | 5 | 69  | 134 | 4   |
| 8. | Helsingin Tarmo       | 7 | 1 | 0 | 6 | 87  | 119 | 2   |

### Spareggio
| Squadra 1             | Risultato | Squadra 2    |
| --------------------- | --------- | ------------ |
| Helsingin Kiri-Veikot | 39-4      | Karhun Pojat |

| Koripallon miesten SM-sarjakausi 1945 |
| ------------------------------------- |
| Helsingin Kiri-Veikot 2º titolo       |

## Formazione vincitrice
| N° | Naz.                 | Ruolo | Sportivo      |  | Alt. |  |
| -- | -------------------- | ----- | ------------- |  | ---- |  |
|    | Finlandia (bandiera) |       | Esko Karhunen |  |      |  |
|    | Finlandia (bandiera) |       | Matti Simola  |  |      |  |